# Tomé de Barros Queiros

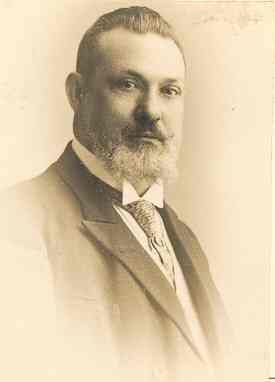
Tomé de Barros Queiros.

Tomé José de Barros Queirós (Ílhavo, 2 februari 1872 - Lissabon, 5 mei 1925) was een Portugees politicus, vrijmetselaar, afgevaardigde, burgemeester, minister van Financiën en premier tijdens de Eerste Portugese Republiek.

## Levensloop
Barros Queirós stamde uit een eenvoudige familie. Op achtjarige leeftijd verhuisde hij naar Lissabon om er als verkoper te werden. Twintig jaar later werd hij de eigenaar van de firma waar hij als verkoper gewerkt had. Hij had de reputatie een van de beste kooplui van Lissabon te zijn. In 1911 werd hij verkozen in de Assembleia da República, waar hij van 1912 tot 1913 ondervoorzitter was.
Gedurende zijn leven was Barros Queiros een overtuigde republikein en al in 1888 maakte hij deel uit van de Republikeinse Partij. Toen deze partij na de val van de monarchie in 1910 uiteenviel, trad hij in 1911 toe tot de Unionisten van Brito Camacho. Deze unionisten waren de rechts-liberale en conservatieve vleugel van de vroegere Republikeinse Partij. In 1919 fuseerden de unionisten samen de evolutionisten tot de liberaal-republikeinen en het was voor deze partij dat hij minister was in verschillende Portugese regeringen. In 1923 trad hij toe tot de Republikeins-Nationalistische Partij, een fusie van verschillende conservatieve Portugese partijen.
In 1908, toen de monarchie nog bestond, werd hij actief op het Portugese ministerie van Financiën. In hetzelfde jaar werd hij burgemeester van Santa Justa, een stadsdeel van Lissabon. Van 1915 tot 1916 was hij voor het eerst zelf minister van Financiën. Op 23 mei 1921 werd hij premier van Portugal. Zijn regering werd gekenmerkt door financiële problemen. Om de grote schuldenberg van de staat op te lossen, beloofde hij samen met Afonso Costa om Portugal een krediet van 50 miljoen dollar van de Verenigde Staten te schenken. Hij slaagde er echter niet in om een krediet te verkrijgen, wat de regering in diskrediet bracht. Dit zorgde ervoor dat Barros Queirós op 30 augustus 1921 het premierschap doorgaf aan zijn partijgenoot António Granjo.
- Bibliothèque nationale de France: cb150485647 (data)
- Catàleg d'autoritats de noms i títols de Catalunya: 981058529413506706
- International Standard Name Identifier: 0000 0000 5157 489X
- Library of Congress Control Number: nr88007015
- Système universitaire de documentation: 136799639
- Virtual International Authority File: 46605136
- WorldCat: E39PBJyWPbQQ3QcDcktTp9mfMP